# Bystrá nad Jizerou
Bystrá nad Jizerou là một làng thuộc huyện Semily, vùng Liberecký, Cộng hòa Séc.